# Benna (contenitore)

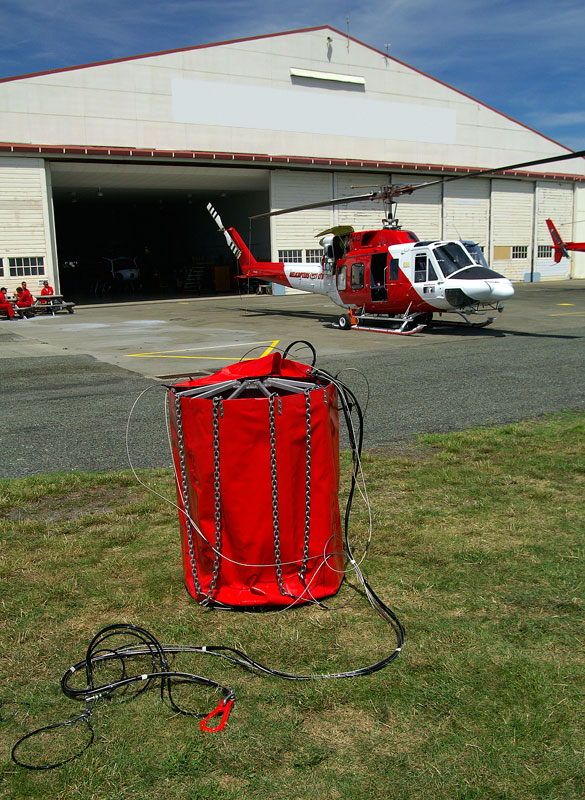
Un AFlex Monsoon Bucket fatto di materiali pieghevoli

Una benna o bucket è un apposito secchio che viene normalmente fissato al gancio baricentrico di un velivolo e viene utilizzato per trasportare dell'acqua o del liquido ritardante in caso di incendio.
Sospesa tramite un cavo, la benna può essere riempita in fiumi, laghi o in apposite vasche che vengono montate in caso di necessità. Il liquido all'interno della benna può poi essere rilasciato su ordine del pilota grazie ad una apposita apertura sul fondo del secchio, dal quale può fuoriuscire il liquido. A seconda delle dimensioni dell'elicottero utilizzato e delle prestazioni del velivolo, ci sono benne di varie dimensioni che possono andare da una capienza minima di 260 litri (72 galloni) fino ad una capienza massima che può raggiungere i 9 600 litri (2 600 galloni). La benna può poi esser fatta in materiale rigido o pieghevole che ne facilita il trasporto a terra.
Un tipo particolare di benna sono i cosiddetti Bambi Bucket, che sono fatti esclusivamente di materiali pieghevoli. Sviluppati da Don Arney e prodotti a partire dal 1983 dalle SEI Industries, questo tipo di benna viene prevalentemente utilizzata dal U.S. Marine Corps che la usa sui suoi CH-46 Sea Knight, anche se al giorno d'oggi il termine Bambi Bucket, più che identificare un certo tipo di benna è divenuto un termine generico per definire una vasta gamma di modelli.
Simile al Bambi Bucket è l'A-Flex Technology Firefighting Monsoon Bucket. Anch'esso fatto di materiali pieghevoli viene prevalentemente utilizzato in Australia e Nuova Zelanda.

## Galleria d'immagini

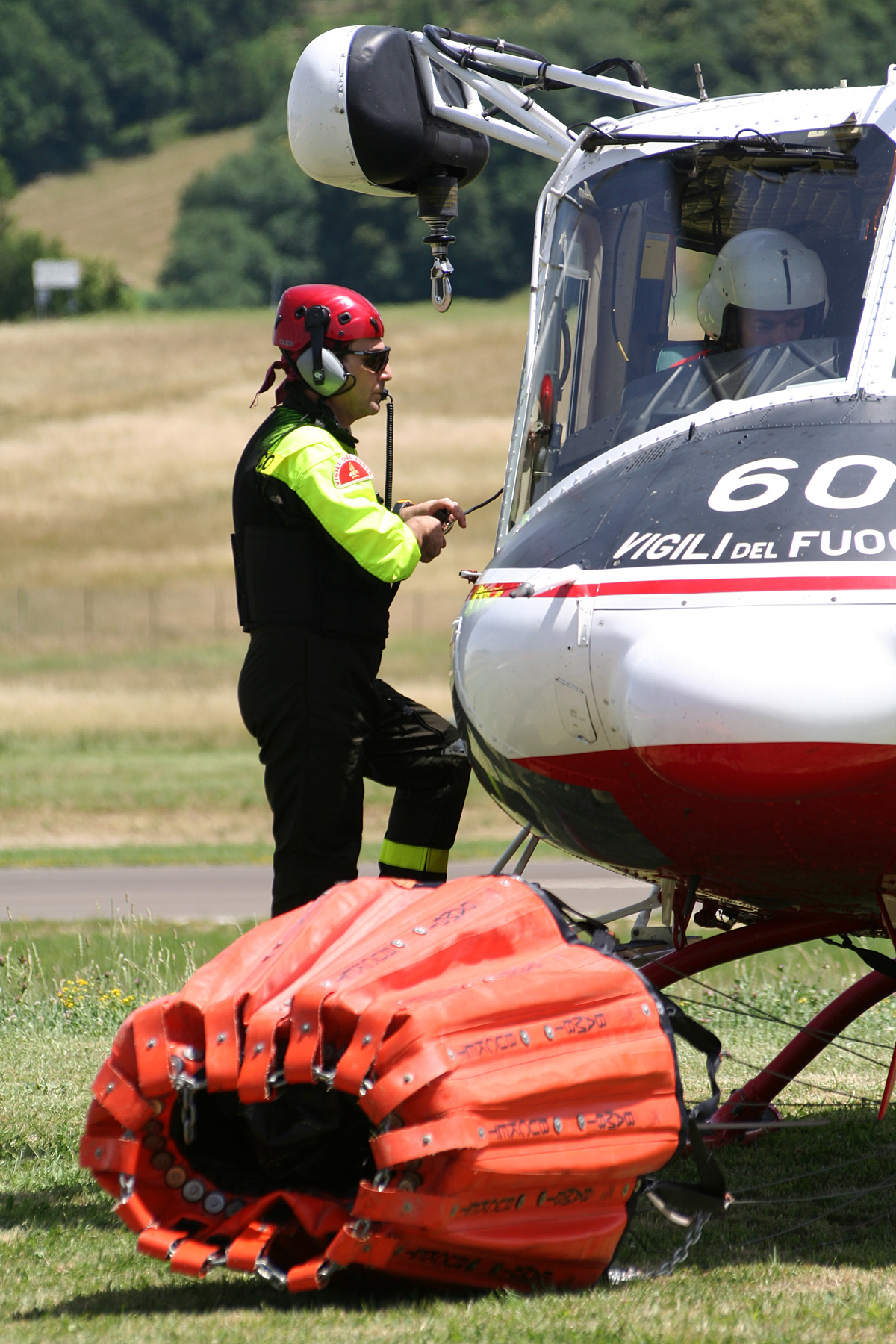
Un Bambi Bucket a terra davanti ad un Agusta-Bell AB412 dei Vigili del Fuoco durante un'esercitazione nei pressi di Pavullo (MO)
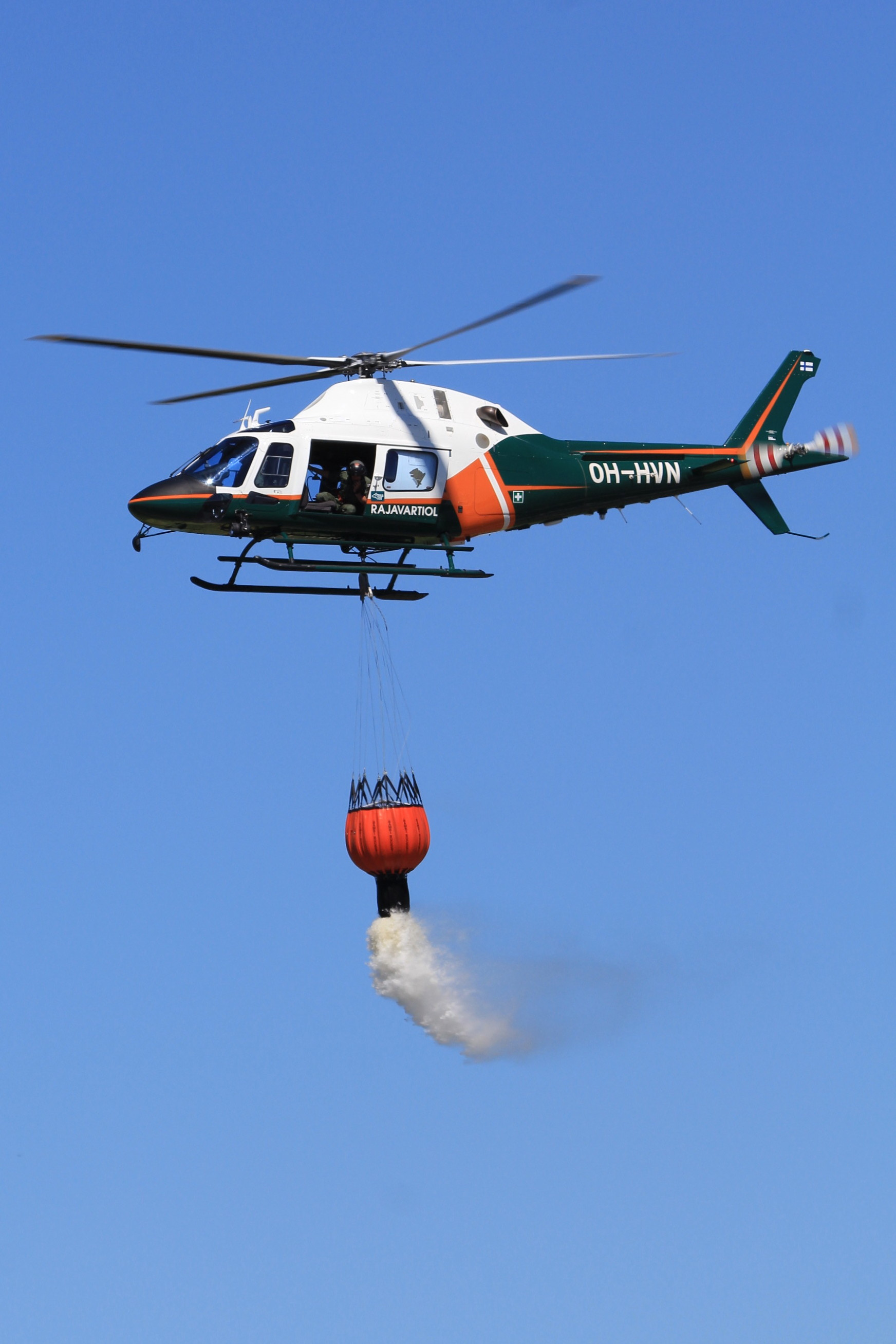
Benna montata su un AW119
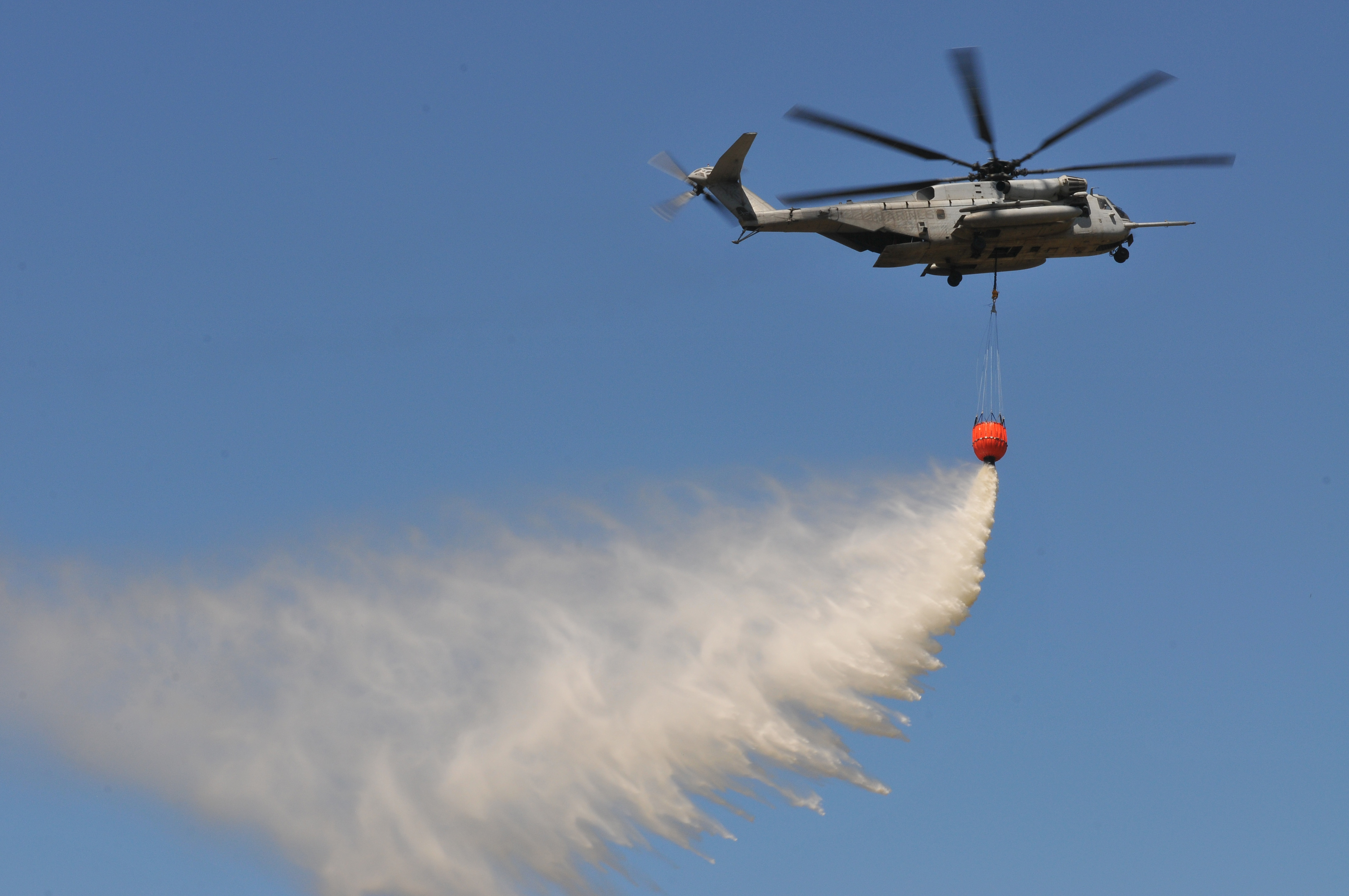
Benna montata su un CH-53 Sea Stallion
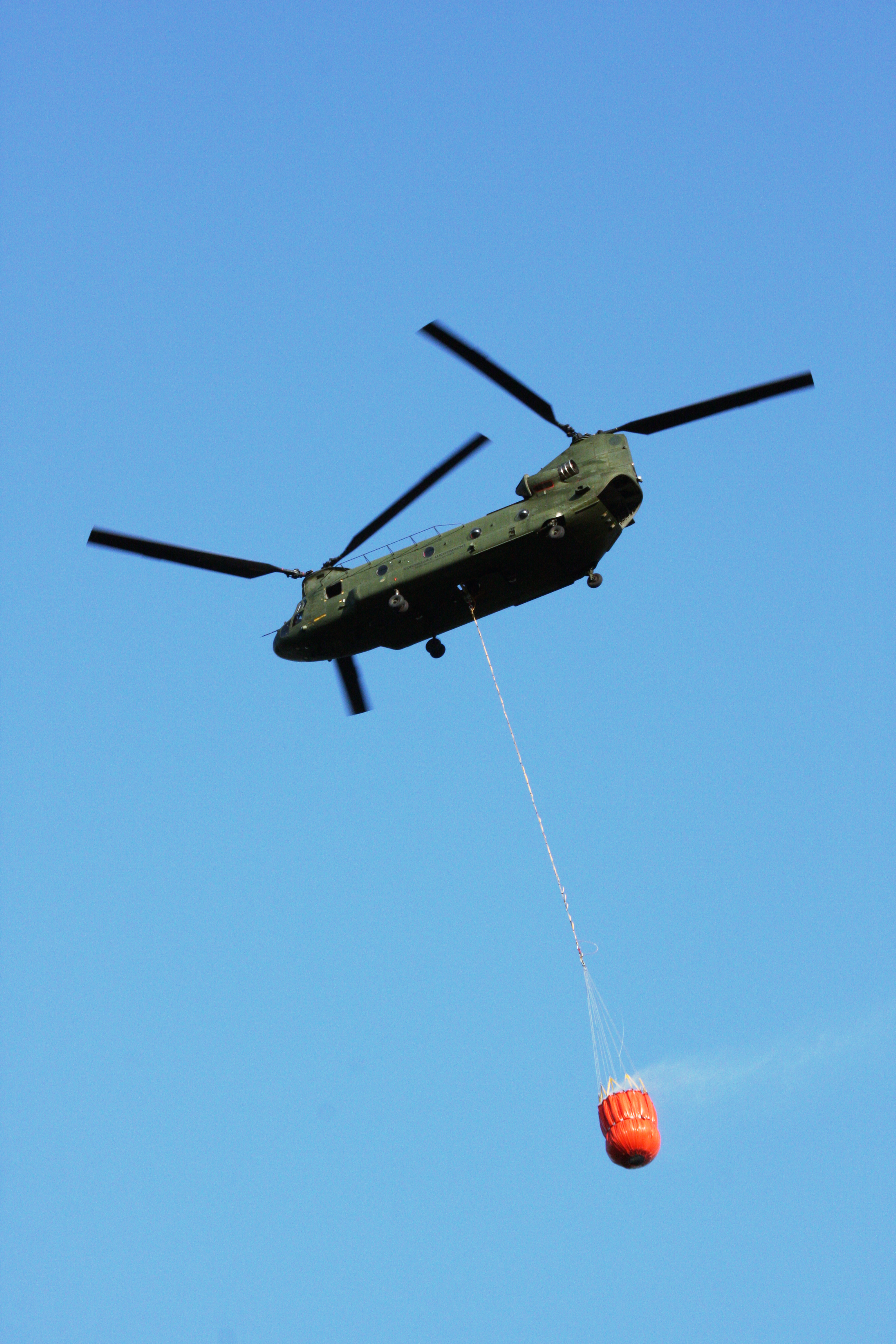
Benna montata su un Chinook
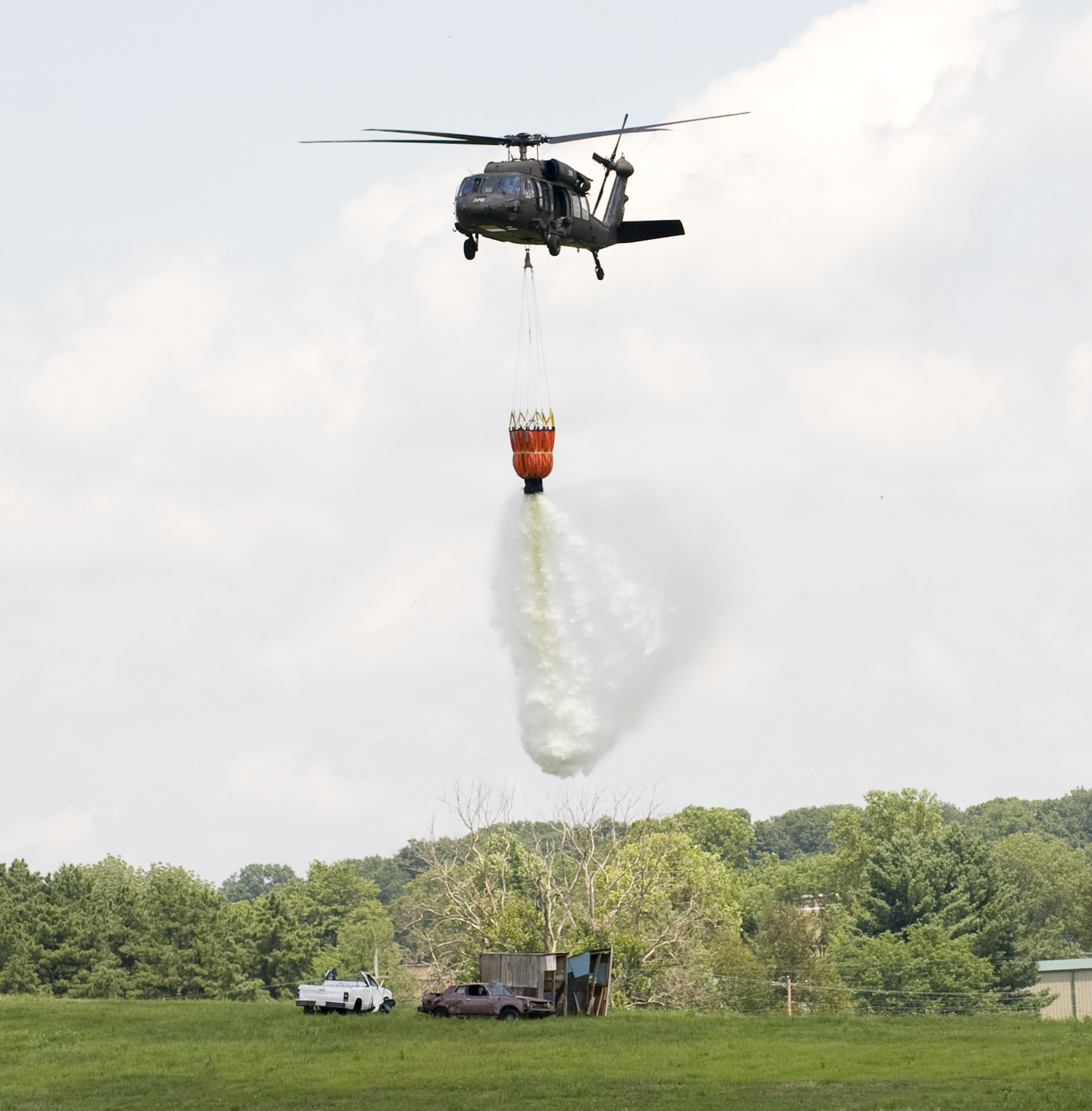
Benna montata su un UH-60 Black Hawk
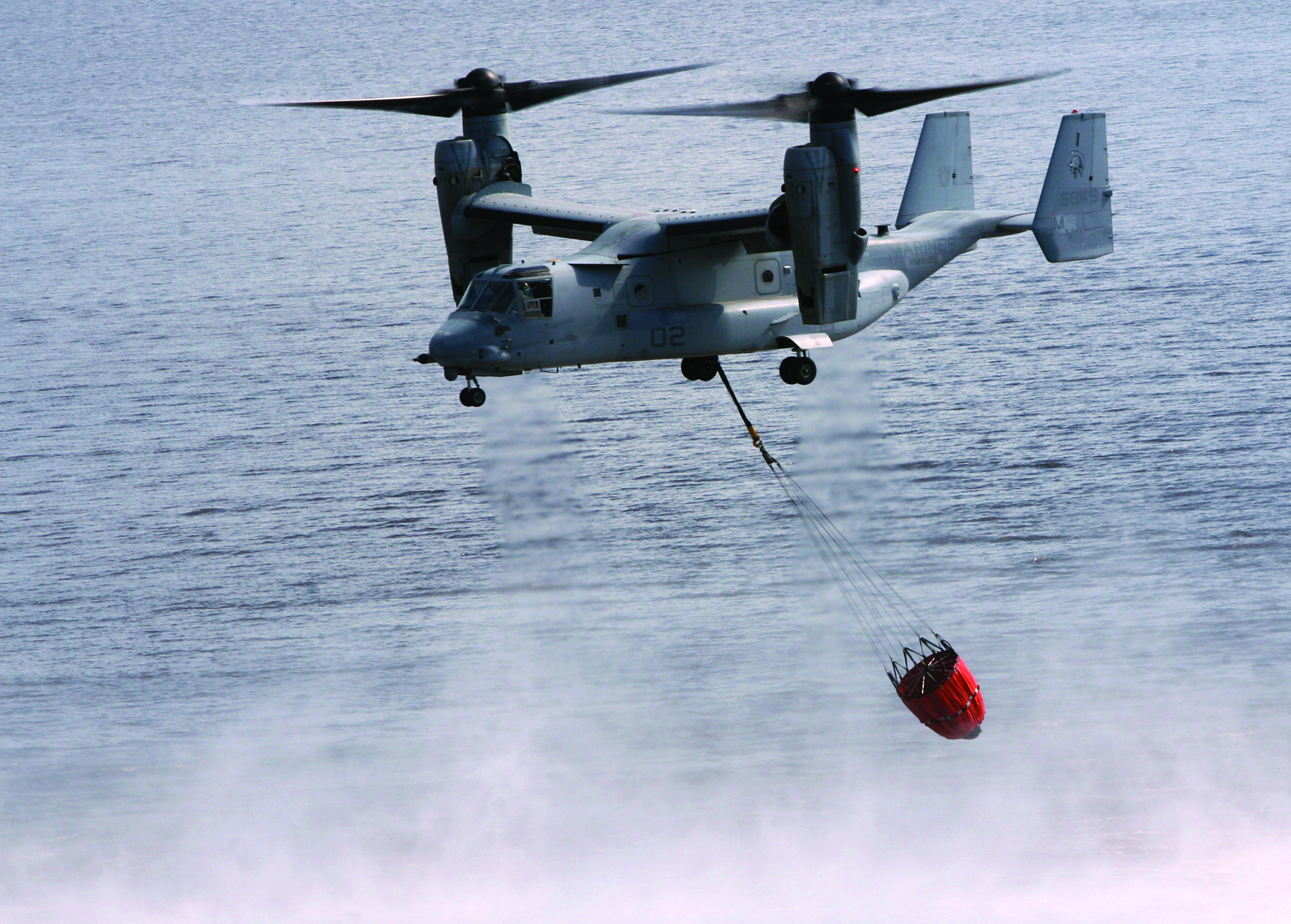
Benna montata su un V-22 Osprey
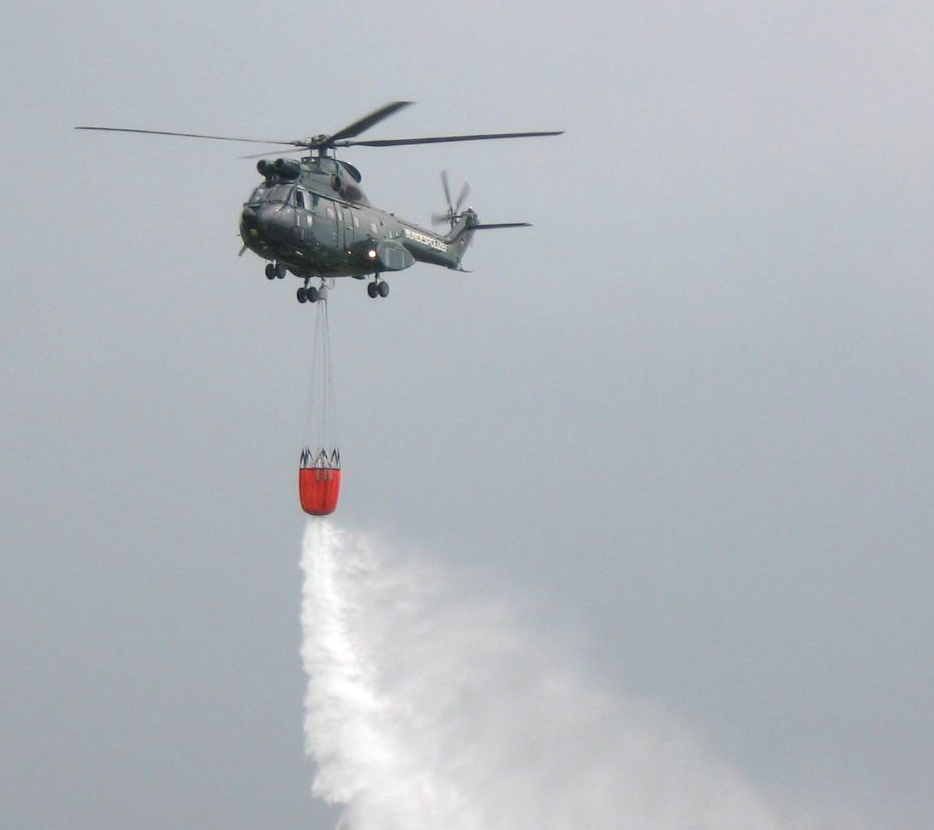
Benna montata su un Superpuma
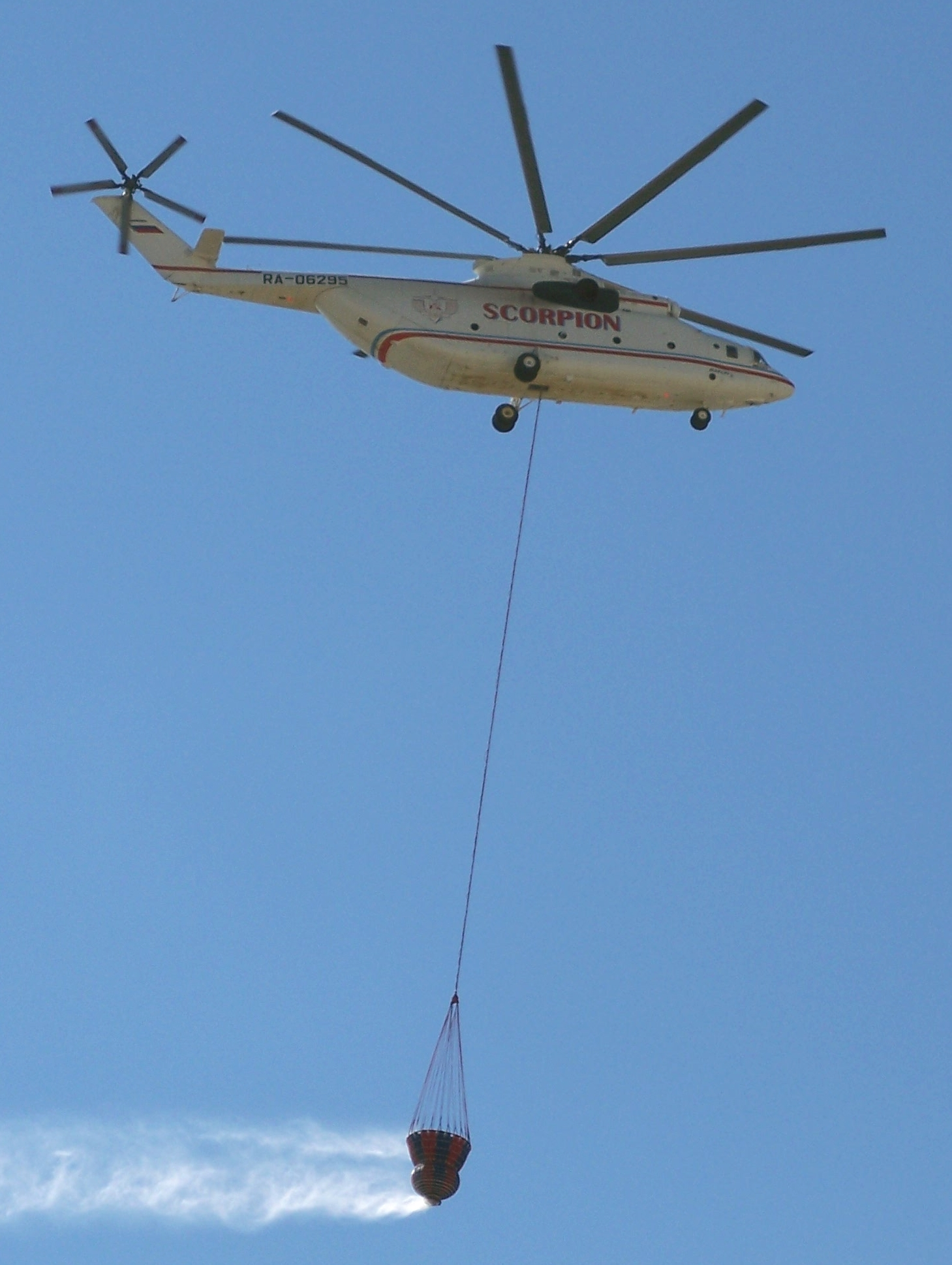
Benna montata su un Mil Mi-26